# Sipare Pare Hilir
Sipare Pare Hilir is een bestuurslaag in het regentschap Labuhan Batu Utara van de provincie Noord-Sumatra, Indonesië. Sipare Pare Hilir telt 1284 inwoners (volkstelling 2010).